# Prandaglio
Prandaglio è un ex comune italiano sparso, soppresso nel 1928, che aggregava le frazioni di Bondone, Berniga, Castello, Peracque, Mezzane, Canneto e Pontepier del comune di Villanuova sul Clisi.

## Storia
Le prime testimonianze di Prendalio provengono dal Da Lezze che nel suo Catastico Bresciano del 1610 descrisse la località come "terra in monte confina[nte] con Valle Sabbia", Villanuova, Sopraponte e Vallio, non lontana da Gavardo. Essendo terra di montagna, era dotata di boschi, da cui si otteneva la legna, mentre una modesta parte veniva coltivata a vite, producendo quello che, secondo il podestà veneziano, era un "buon vino".
La chiesa parrocchiale di San Filastrio fu consacrata nel 1546. Ricevette una visita del vescovo Bollani nel 1566 e subì una sistemazione nel Seicento. Il Santuario della Madonna della Neve è stato eretto nel XV secolo.
Nel 1810 il comune fu soppresso dall'amministrazione napoleonica del Regno Italico e annesso con Vallio a Sopraponte. Sei anni dopo riottenne l'autonomia con la notificazione 12 febbraio 1816 del Regno Lombardo-Veneto. Fu inserito nel distretto XIV di Salò della provincia di Brescia del Lombardo-Veneto.
Con la legge 23 ottobre 1859, il comune di Prandaglio fu incluso nel mandamento I di Salò, circondario IV di Salò della provincia di Brescia. Secondo il censimento del 1861, il comune aveva 234 abitanti e poteva eleggere un consiglio di quindici membri e avere una giunta di due assessori. Il primo sindaco, nominato con decreto reale, fu Giovanni Bonetti.
È stato soppresso dal decreto 3 agosto 1928, nr. 1992. Il territorio fu annesso dal vicino comune di Villanuova sul Clisi.

## Società

### Evoluzione demografica
Abitanti censiti

## Amministrazione
| Periodo | Periodo | Primo cittadino          | Partito | Carica            | Note   |
| ------- | ------- | ------------------------ | ------- | ----------------- | ------ |
| 1860    | 1862    | Giovanni Bonetti         |         | Sindaco           | [ 3 ]  |
| 1862    | 1865    | Giovanni Battista Masini |         | Sindaco           | [ 4 ]  |
| 1866    | 1867    | Domenico Dalla Via       |         | Sindaco           | [ 5 ]  |
| 1867    | 1869    | Gerolamo Zanardi         |         | Sindaco           | [ 6 ]  |
| 1869    | 1870    | Giovanni Battista Cocca  |         | Sindaco           | [ 7 ]  |
| 1870    | 1874    | Giovanni Bonetti         |         | Sindaco           | [ 8 ]  |
| 1874    | 1875    | Lorenzo Ronchi           |         | Sindaco           | [ 9 ]  |
| 1875    | 1877    | vacante                  |         | Assessore anziano | [ 10 ] |
| 1877    | 1878    | Natale Panici            |         | Sindaco           | [ 11 ] |
| 1878    | 1886    | Bortolo Cocca            |         | Sindaco           | [ 12 ] |
| 1886    | 1893    | Pietro Cocca             |         | Sindaco           | [ 13 ] |
| 1893    | 1895    | Giovanni Cocca           |         | Sindaco           | [ 14 ] |
| 1895    | 1903    | Pietro Cocca             |         | Sindaco           | [ 15 ] |
| 1903    | 1905    | Bortolo Cocca            |         | Sindaco           | [ 16 ] |
| 1905    | 1925    | Domenico Cocca           |         | Sindaco           | [ 17 ] |